# Австрія на зимових Олімпійських іграх 1932
Австрія на зимових Олімпійських іграх 1932 була представлена 7 спортсменами у 5 видах спорту.

## Медалісти
| Медаль | Спортсмен     | Вид             | Дисципліна |
| ------ | ------------- | --------------- | ---------- |
| Золото | Карл Шефер    | фігурне катання | чоловіки   |
| Срібло | Фрітці Бургер | фігурне катання | жінки      |